# Max Factor

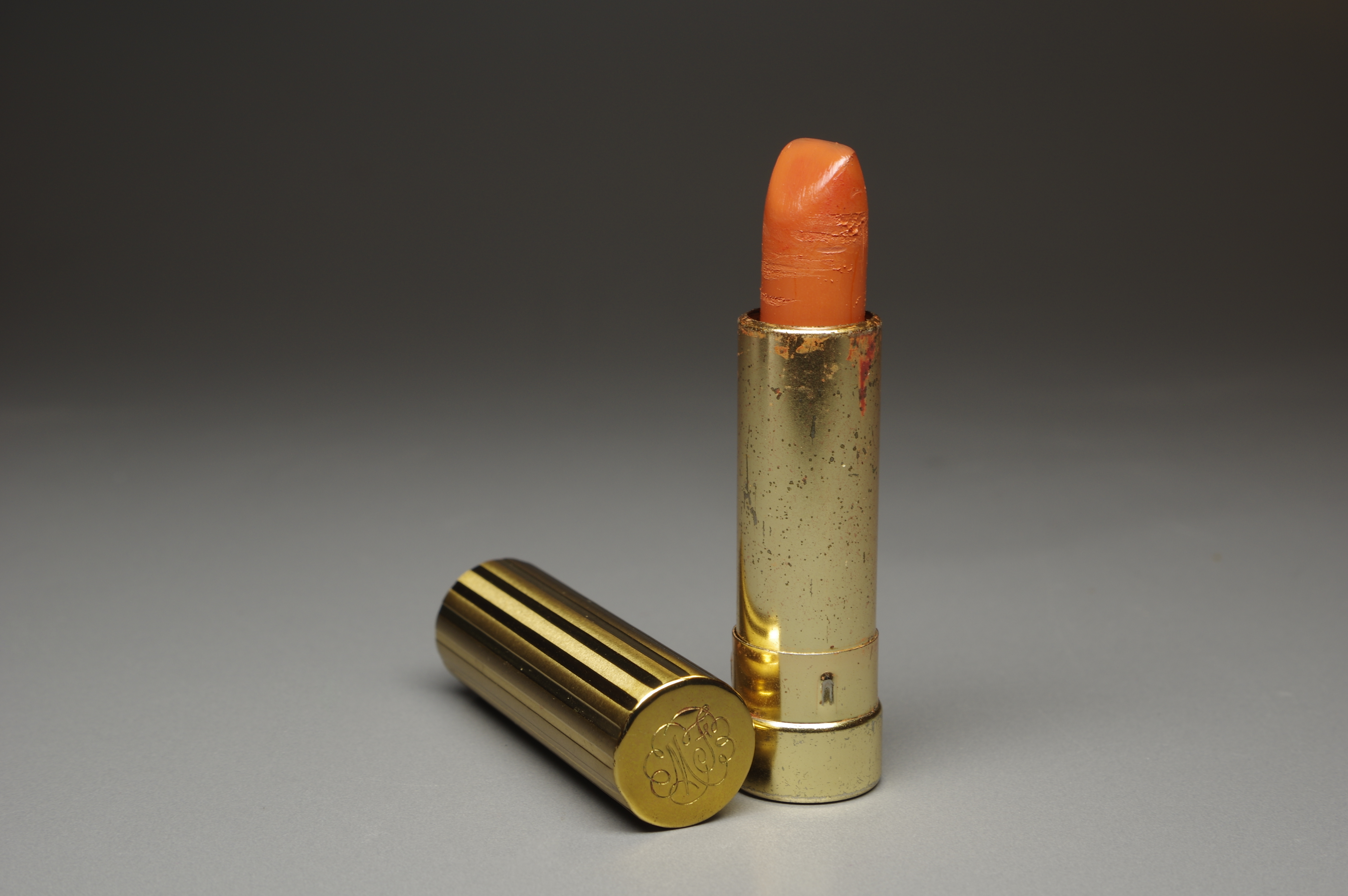
Lippenstift Max Factor 93 Cappuccino Royale mit Monogramm MF

Max Factor, Sr. (* 15. September 1877 in Zduńska Wola oder Łódź als Maksymilian Faktorowicz; † 30. August 1938 in Beverly Hills, Kalifornien) war ein polnisch-US-amerikanischer Kosmetikunternehmer.

## Leben
Maksymilian Faktorowicz wurde 1872 oder 1877 in Kongresspolen in oder in der Nähe von Łódź in eine jüdische Familie geboren. Bereits als Neunjähriger arbeitete er für einen örtlichen Perückenmacher und Kosmetiker. Als Jugendlicher komplettierte er seine Ausbildung durch Aufenthalte in Warschau, Berlin und Moskau. In der Folge wurde er schnell offizieller Kosmetikberater der Zarenfamilie und der Königlichen Oper.
Im Alter von 27 Jahren wanderte Faktorowicz zusammen mit seiner Familie in die USA aus, wo er sein Können erstmals 1904 auf der Louisiana Purchase Exposition demonstrierte.
1908 zog er nach Los Angeles um und gründete die Firma Max Factor & Company. Sie gehörte von 1991 bis 2015 zu Procter & Gamble und wurde 2015 an Coty Inc. verkauft.
Für die Filmindustrie in Hollywood entwickelte Faktorowicz ab 1914 spezielle Mittel, die den sich vom Theater unterscheidenden Anforderungen Rechnung trugen, und wurde schnell als Kosmetiker der Stars berühmt; der Begriff Makeup wurde durch ihn erst populär. Ferner schuf er wasserfestes Mascara, erfand 1930 Lipgloss und 1937 das sogenannte Pan-Cake-Makeup. 
1938 starb Factor. Sein Grab befindet sich auf dem Hillside Memorial Park Cemetery in Culver City, Kalifornien. 1981 wurde er mit einem Stern auf dem Hollywood Walk of Fame geehrt.
Die Firma wurde fortan von seinem Sohn, Max Factor Jr. (1909–1996; geboren als Francis Factor), weitergeführt.

## Sonstiges
- Factors Urenkel, der Serienvergewaltiger Andrew Luster (* 1963), ist einer seiner Erben.[5]
- Sein jüngerer Halbbruder, John Factor (1892–1984; geboren als Iakov Faktorowicz), war ein dem Chicago Outfit zugehöriger Gangster zu Zeiten der Prohibition.[6]